# Герб Спасск-Дальнего
Герб городского округа «Спасск-Дальний» Приморского края Российской Федерации.
Ныне существующий герб утверждён Решением № 123 Думы муниципального образования «город Спасск-Дальний» 26 августа 2003 года и внесён в Государственный геральдический регистр Российской Федерации с присвоением регистрационного номера 4146.

## Описание герба
«В рассечённом червлёном (красном) и лазоревом (синем, голубом) поле на серебряном цоколе, обременённом девятью шарами в цвет поля и тонко окаймлённом вверху золотом — три серебряных здания, из которых среднее выше, увенчано остроконечной кровлей и ниже кровли обременено золотой линией в столб; правое — увенчано дымоходом, из которого выходит серебряный дым; а левое сопровождено вверху шестью (одним, двумя, одним и двумя) брусками того же металла. В левой вольной части — герб Приморского края. Герб может изображаться как с вольной частью, так и без неё».

## История герба и описание его символики
Герб города был утверждён 24 ноября 1998 года Советом муниципального образования города Спасск-Дальний «Об утверждении положения о гербе муниципального образования г. Спасск-Дальний».
26 августа 2003 года Дума муниципального образования «город Спасск-Дальний» утвердила Положение о гербе муниципального образования города Спасск-Дальний, практически не изменив рисунок герба, но дополнив его вольной частью.
Герб имел следующее описание:
«Рисунок герба г. Спасск-Дальний в лаконичной и символической форме выражены исторические традиции, природно-географическое положение и роль города в Приморском крае.
Поле щита разделено рассечением на две равновеликие части: бордово-красную (червлёную) и тёмно-синюю (лазоревую).
Бордово-красный цвет — цвет крови, пожарищ символизирует героическую историю города, немалые жертвы, понесенные спассчанами в годы двух мировых войн и интервенций на Дальнем Востоке.
Темно-синий цвет символизирует озеро Ханка, природную достопримечательность Дальнего Востока, в бассейне которого расположен г. Спасск-Дальний.
Негеральдическая фигура — белый (серебряный) силуэт цементного завода и „парящие“ кирпичи символизирует роль города как центра строительной индустрии Приморского края и Дальнего Востока».